# Saône (Doubs)
Pour les articles homonymes, voir Saône (homonymie).

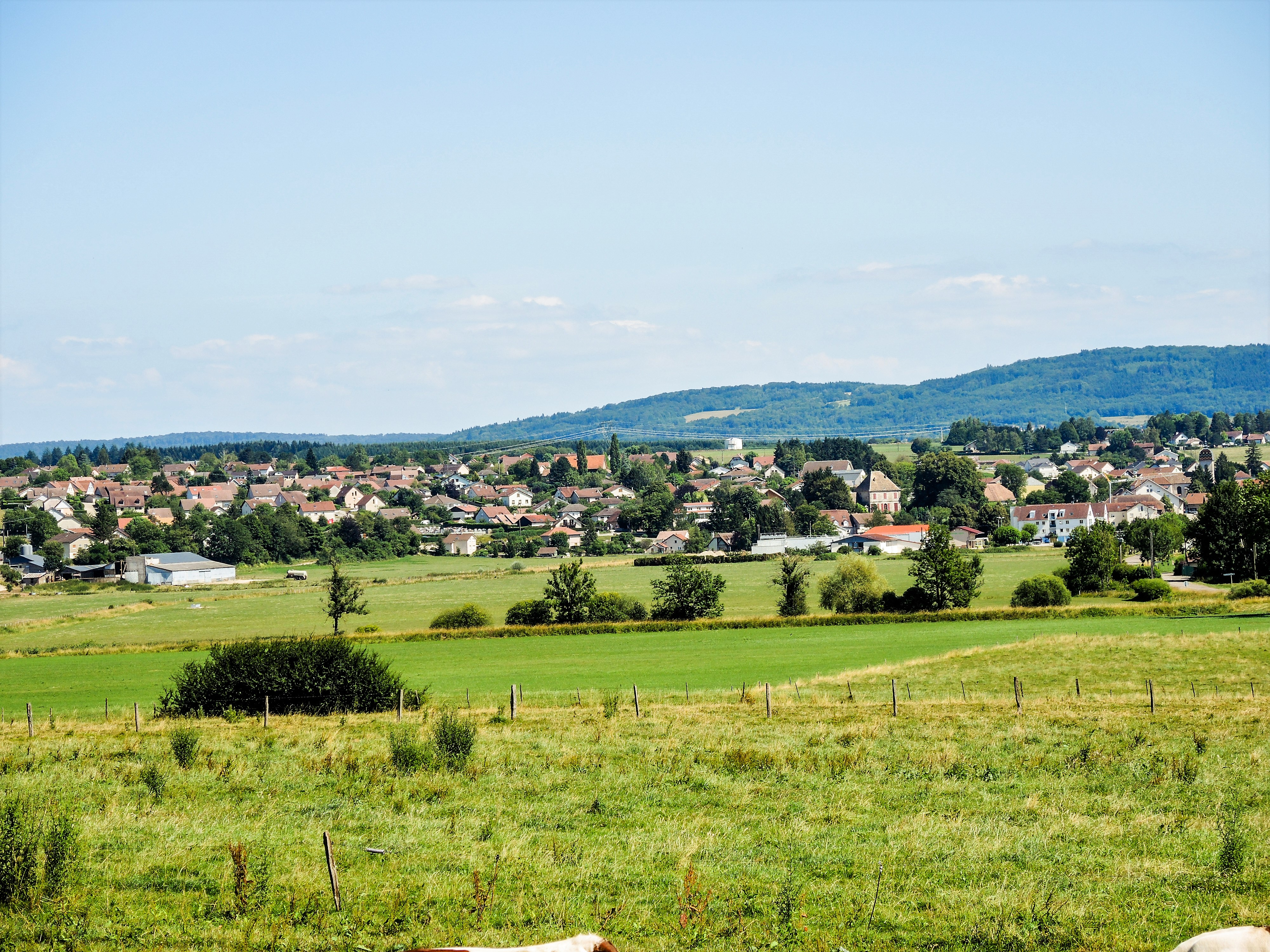
Village de Saône, vu de la route Besançon-Nancray.

Saône est une commune française située dans le département du Doubs, la région culturelle et historique de Franche-Comté et la région administrative Bourgogne-Franche-Comté. Elle fait partie de Grand Besançon Métropole.
Ses habitants sont appelés les Saônois.

## Géographie
La commune de 3500 ha (630 ha de terrain agricole, 620 ha de forêt, 600 ha de marais et 150 ha construits) est située sur la première marche du premier plateau et comprend le site remarquable du marais qui donne son nom à la commune. En effet, Saône tirerait son origine de deux mots celtes : « sag » (sacré) et « onna » (eau). Les anciens ne comprenant pas pourquoi l'eau qui envahissait le marais en période de crue disparaissait dans la terre plus ou moins vite selon les endroits, y voyaient une intervention divine.

### Géologie et relief, hydrographie
La perte du marais de Saône est l'entrée d'une rivière souterraine du système karstique qui ressort aux sources d’Arcier, lesquelles sont en réalité une résurgence.

### Voies de communication et transports
La commune est desservie par les lignes  83  84  du réseau de transport en commun Ginko.

### Climat
Pour des articles plus généraux, voir Climat de la Bourgogne-Franche-Comté et Climat du Doubs.
En 2010, le climat de la commune est de type climat de montagne, selon une étude du Centre national de la recherche scientifique s'appuyant sur une série de données couvrant la période 1971-2000. En 2020, Météo-France publie une typologie des climats de la France métropolitaine dans laquelle la commune est exposée à un climat semi-continental et est dans la région climatique  Jura, caractérisée par une forte pluviométrie en toutes saisons (1 000 à 1 500 mm/an), des hivers rigoureux et un ensoleillement médiocre.
Pour la période 1971-2000, la température annuelle moyenne est de 9,9 °C, avec une amplitude thermique annuelle de 17,2 °C. Le cumul annuel moyen de précipitations est de 1 283 mm, avec 13,5 jours de précipitations en janvier et 10,1 jours en juillet. Pour la période 1991-2020, la température moyenne annuelle observée sur la station météorologique de Météo-France la plus proche, « Besançon », sur la commune de Besançon à 8 km à vol d'oiseau, est de 11,4 °C et le cumul annuel moyen de précipitations est de 1 157,0 mm. 
La température maximale relevée sur cette station est de 40,3 °C, atteinte le 28 juillet 1921 ; la température minimale est de −20,7 °C, atteinte le 9 janvier 1985,,.
Les paramètres climatiques de la commune ont été estimés pour le milieu du siècle (2041-2070) selon différents scénarios d'émission de gaz à effet de serre à partir des nouvelles projections climatiques de référence DRIAS-2020. Ils sont consultables sur un site dédié publié par Météo-France en novembre 2022.

## Urbanisme

### Typologie
Au 1er janvier 2024, Saône est catégorisée bourg rural, selon la nouvelle grille communale de densité à 7 niveaux définie par l'Insee en 2022.
Elle appartient à l'unité urbaine de Saone, une agglomération intra-départementale dont elle est ville-centre,. Par ailleurs la commune fait partie de l'aire d'attraction de Besançon, dont elle est une commune de la couronne,. Cette aire, qui regroupe 310 communes, est catégorisée dans les aires de 200 000 à moins de 700 000 habitants,.

### Occupation des sols
L'occupation des sols de la commune, telle qu'elle ressort de la base de données européenne d’occupation biophysique des sols Corine Land Cover (CLC), est marquée par l'importance des territoires agricoles (45,8 % en 2018), en diminution par rapport à 1990 (49,7 %). La répartition détaillée en 2018 est la suivante : 
forêts (37,7 %), terres arables (23,1 %), zones agricoles hétérogènes (15,2 %), zones urbanisées (7,9 %), prairies (7,5 %), zones humides intérieures (4,5 %), zones industrielles ou commerciales et réseaux de communication (2,3 %), espaces verts artificialisés, non agricoles (1,8 %). L'évolution de l’occupation des sols de la commune et de ses infrastructures peut être observée sur les différentes représentations cartographiques du territoire : la carte de Cassini (XVIIIe siècle), la carte d'état-major (1820-1866) et les cartes ou photos aériennes de l'IGN pour la période actuelle (1950 à aujourd'hui).

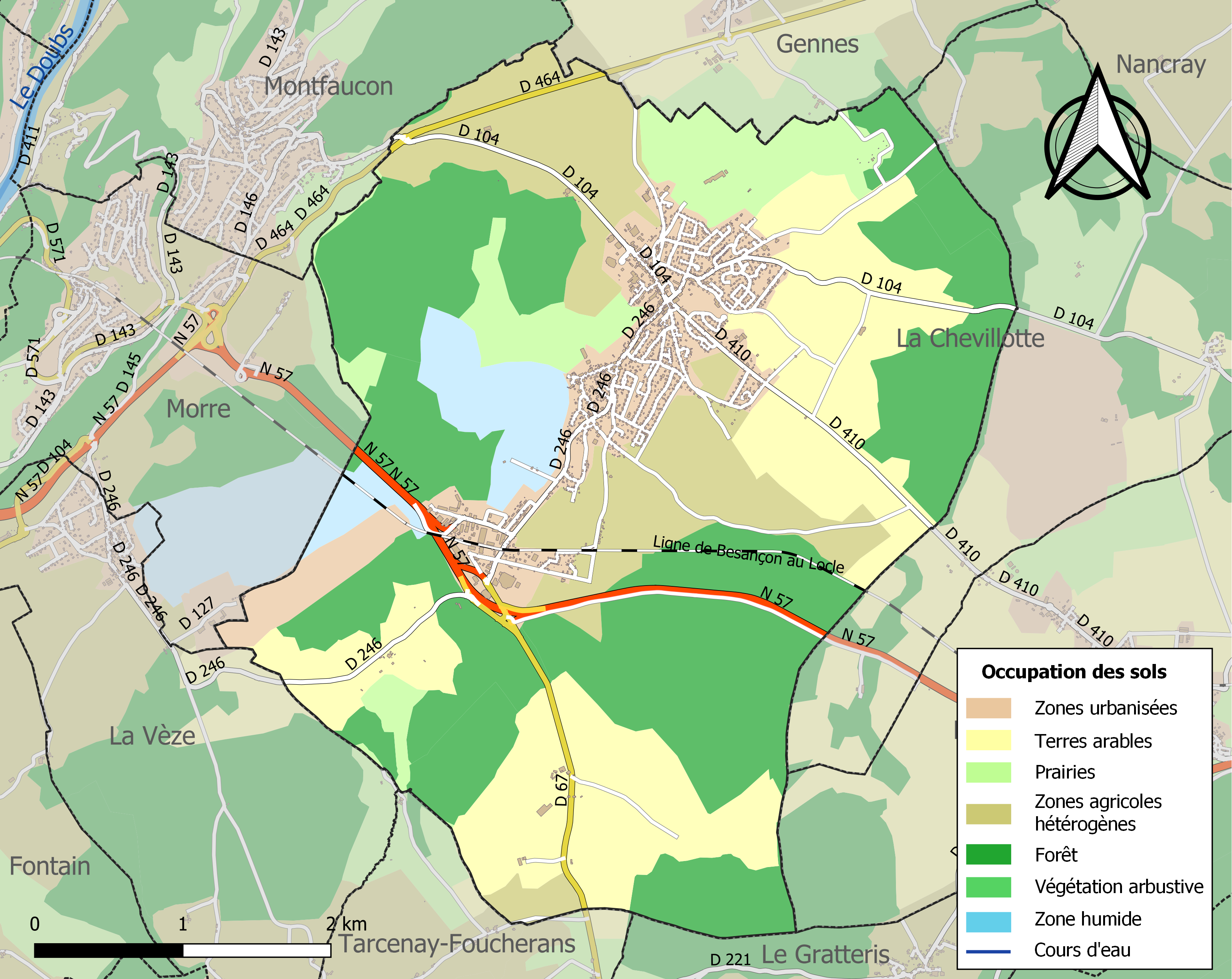
Carte des infrastructures et de l'occupation des sols de la commune en 2018 (CLC).

## Toponymie
Hugo, villicus de Sauna en 1130 ; Sona en 1189 ; Sonne en 1263 ; ecclesia de Sonna en 1275 ; Sonne en 1468 ; Sone le Petit, Sone le Grand en 1665 ; Saulne en 1724 ; Sone en 1741 ; Saunes en 1758.
Saône tient son nom de deux mots celtes : "sag"[Information douteuse] et "onna" signifiant respectivement sacré et eau, les celtes ne comprenant pas les mécanismes du marais, notamment l'eau qui disparaissait et réapparaissait si rapidement.[Information douteuse]

## Histoire
Par décret royal du 17 juillet 1819, les communes de la Chevillotte, de Gennes, de Mamirolles, de Le Gratteris, de Montfaucon, de Morre et de Saône faisant alors partie du canton de Roulans, arrondissement de Baume, département du Doubs seront distraites de ce canton et réunies au canton sud de la ville de Besançon, arrondissement de Besançon.

## Héraldique
Blason de la commune
| Blason de Saône | Blason  | D'or à la croix engrêlée d'argent. |
| Blason de Saône | Détails | * Il y a là non-respect de la règle de contrariété des couleurs : ces armes sont fautives (ag/or). Le statut officiel du blason reste à déterminer. |

## Politique et administration

### Liste des maires
| Période | Période  | Identité              | Étiquette           | Qualité                                                      |
| ------- | -------- | --------------------- | ------------------- | ------------------------------------------------------------ |
| 1947    | 1977     | Maurice Maire         |                     |                                                              |
| 1977    | 1984     | Auguste Lischka       |                     |                                                              |
| 1984    | 1995     | Jean Louis Vuillemin  |                     |                                                              |
| 1995    | 2000     | Guy Devaux            |                     |                                                              |
| 2000    | 2001     | Bernard Descourvières |                     |                                                              |
| 2001    | 2008     | Bernard Guyon         |                     |                                                              |
| 2008    | 2014     | Alain Viennet         |                     |                                                              |
| 2014    | 2020     | Yoran Delarue         | DVG                 | Cadre                                                        |
| 2020    | En cours | Benoît Vuillemin      | Renaissance (parti) | Chef d'entreprise Vice-président de Grand Besançon Métropole |

### Jumelages
Saône est jumelée avec la commune italienne de San Marcello Piteglio.
La commune de Saône est jumelée avec plusieurs localités :
- San Marcello Piteglio, depuis 1995. Ce jumelage, initialement établi avec l'ancienne commune de Piteglio avant sa fusion avec San Marcello Pistoiese en 2017, vise à promouvoir des échanges culturels, sociaux et économiques entre les deux communautés[20].
- Heckendalheim, depuis 1970.
- La commune parraine également le village de  Salcia depuis 1989.

En 2020, Saône a prévu de célébrer le 25e anniversaire de son jumelage avec San Marcello Piteglio et le 50e anniversaire avec Heckendalheim, mais ces festivités ont été reportées en raison de la crise sanitaire.

## Population et société

### Démographie
L'évolution du nombre d'habitants est connue à travers les recensements de la population effectués dans la commune depuis 1793. Pour les communes de moins de 10 000 habitants, une enquête de recensement portant sur toute la population est réalisée tous les cinq ans, les populations de référence des années intermédiaires étant quant à elles estimées par interpolation ou extrapolation. Pour la commune, le premier recensement exhaustif entrant dans le cadre du nouveau dispositif a été réalisé en 2005.

En 2022, la commune comptait 3 142 habitants, en évolution de −6,52 % par rapport à 2016 (Doubs : +1,88 %, France hors Mayotte : +2,11 %).
| 1793 | 1800 | 1806 | 1821 | 1831 | 1836 | 1841 | 1846 | 1851 |
| ---- | ---- | ---- | ---- | ---- | ---- | ---- | ---- | ---- |
| 740  | 718  | 692  | 745  | 819  | 888  | 809  | 906  | 880  |

| 1856 | 1861 | 1866 | 1872 | 1876 | 1881 | 1886 | 1891 | 1896 |
| ---- | ---- | ---- | ---- | ---- | ---- | ---- | ---- | ---- |
| 902  | 889  | 836  | 779  | 757  | 727  | 719  | 681  | 625  |

| 1901 | 1906 | 1911 | 1921 | 1926 | 1931 | 1936 | 1946 | 1954 |
| ---- | ---- | ---- | ---- | ---- | ---- | ---- | ---- | ---- |
| 622  | 590  | 592  | 539  | 543  | 529  | 566  | 626  | 731  |

| 1962 | 1968  | 1975  | 1982  | 1990  | 1999  | 2005  | 2006  | 2010  |
| ---- | ----- | ----- | ----- | ----- | ----- | ----- | ----- | ----- |
| 942  | 1 341 | 1 943 | 2 200 | 2 412 | 2 728 | 3 043 | 3 079 | 3 260 |

| 2015  | 2020  | 2022  | - | - | - | - | - | - |
| ----- | ----- | ----- | - | - | - | - | - | - |
| 3 326 | 3 164 | 3 142 | - | - | - | - | - | - |

### Enseignement
Le village dispose de trois salles des fêtes, un complexe sportif, une école maternelle, une école primaire et un collège qui accueille les élèves des villages environnants.
Depuis 2014, l'école de musique intercommunale Ecole de Musique du Plateau enseigne la musique sur les communes du plateau et propose chaque année une dizaine de concerts gratuits mêlant élèves de l'école et artistes professionnels.

### Manifestations culturelles et festivités
Saône organise un évènement d'artisanat du plateau : Saveurs et passion.
L.A.C.I.M. organise à Saône la fête de l'Afrique chaque année en septembre (La 9e édition ayant lieu le 7 septembre 2013).
De nombreuses expositions sont organisées à la bibliothèque de Saône.

### Sports
Tous les ans depuis 1995, en avril, la commune et l’association de l'AMICALE organise une randonnée VTT : la Diagonale du Doubs (aussi surnommée la "3D"). Il s'agit d'une des plus grandes randonnées de la région. Près de 3500 personnes y participent et près de 300 bénévoles organisent l’événement. En 2015, la Diagonale du Doubs soufflait sa 20e bougie. Malheureusement faute d'assez de bénévoles pour l'organiser l'événement n'a pas eu lieu en 2016. L'AMICALE espère le relancer en 2017.

## Culture locale et patrimoine

### Lieux et monuments
- L'église Saint-Victor édifiée en 1779 sur les plans de l'architecte Jean-Charles Colombot[27].
- Les fontaines[28] de l'architecte Alphonse Delacroix : la fontaine du Sanglier en 1833 et la fontaine du Carcan dit aussi « le Lavoir » en 1839.
- la gare de Saône.
- Le marais de Saône qui s'étend à l'ouest et au nord du village. Zone humide à protéger, réserve en eau potable de la ville de Besançon, lieu de découverte privilégié, il fait depuis quelques années l'objet d'une attention particulière. Son exploitation est strictement réglementée. Il est inscrit à Natura 2000.
- le Creux-sous-Roche : doline où disparaît l'eau du marais de Saône. En période de crue, il se remplit en raison d'une évacuation insuffisante, constituant progressivement un lac qui peut recouvrir finalement tout le marais. Les fosses (l'œil de bœuf et la fontaine du bas) situées au centre du village, qui jouent le rôle de cheminée d'équilibre sur le parcours souterrain de l'eau, se remplissent également mais avec un léger retard[29].

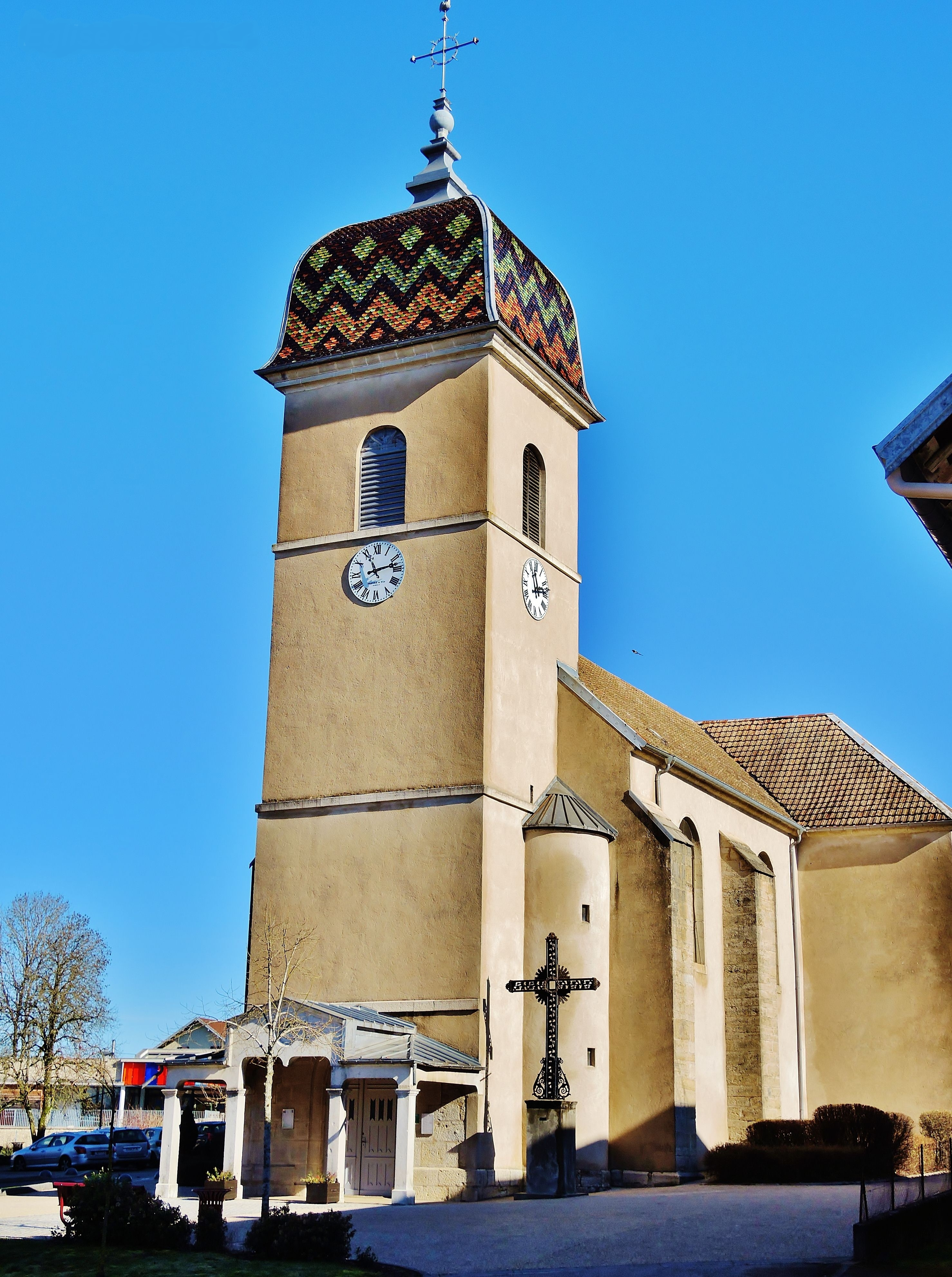
L'église Saint-Victor.
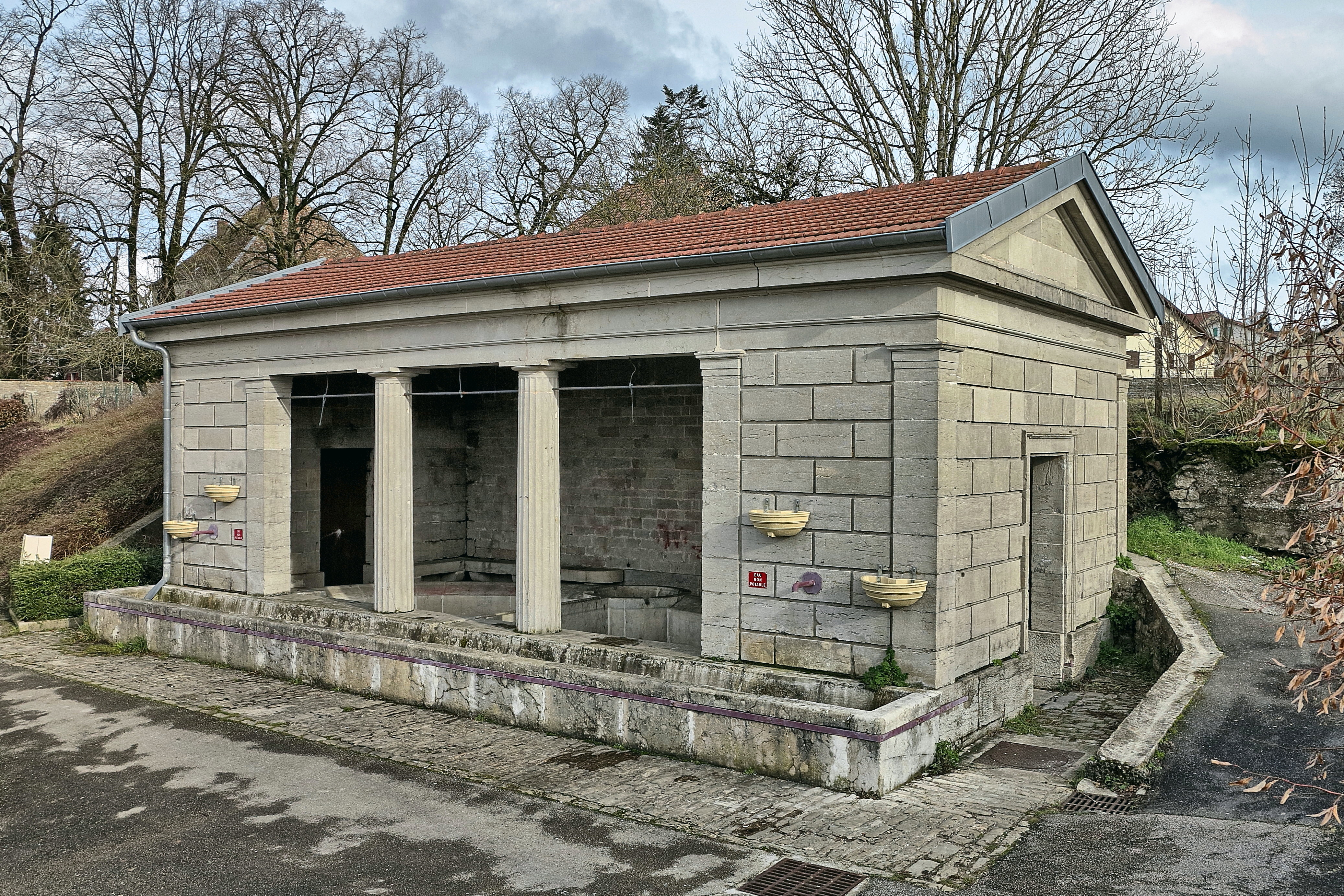
Le lavoir.
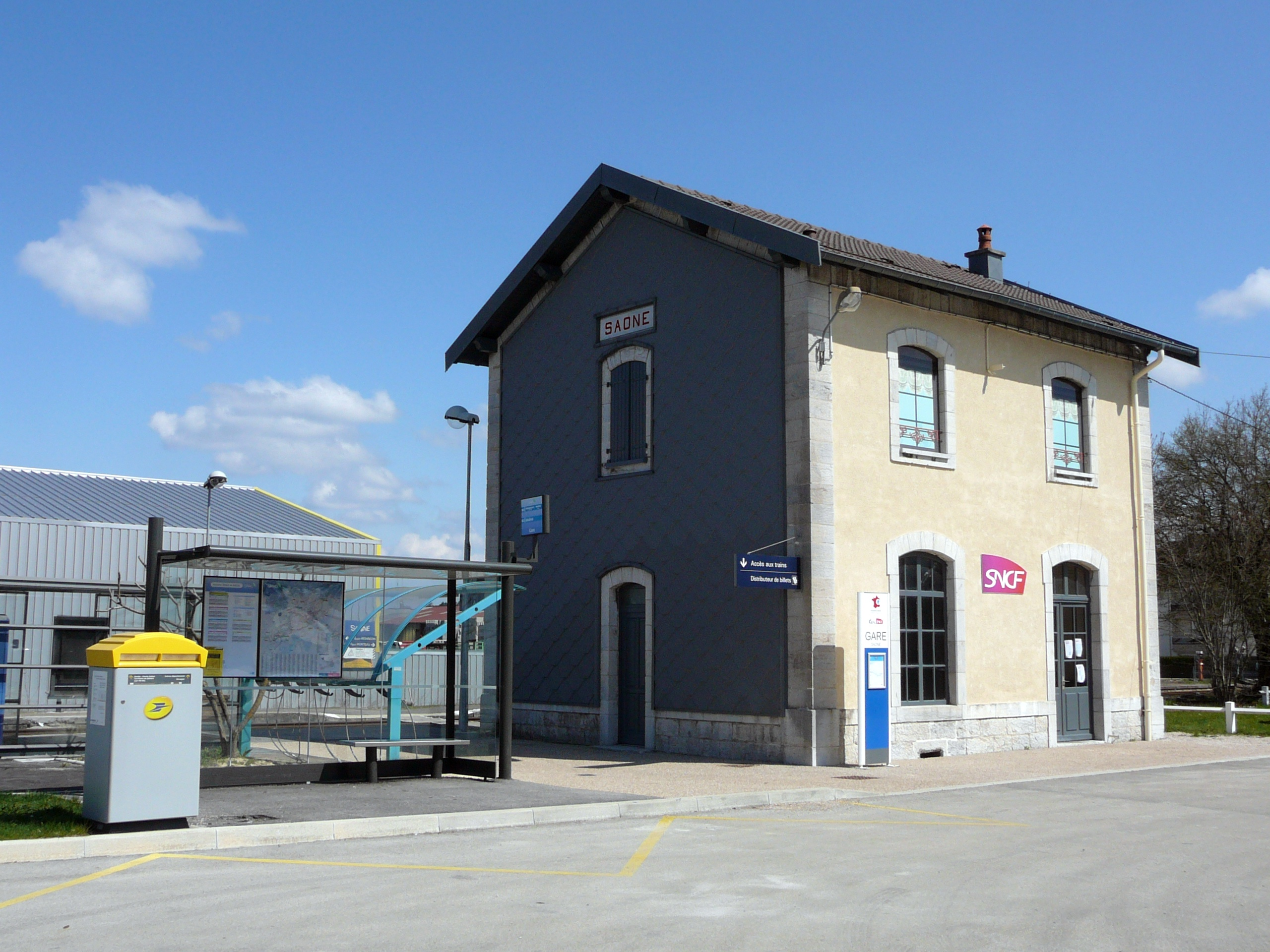
La gare.
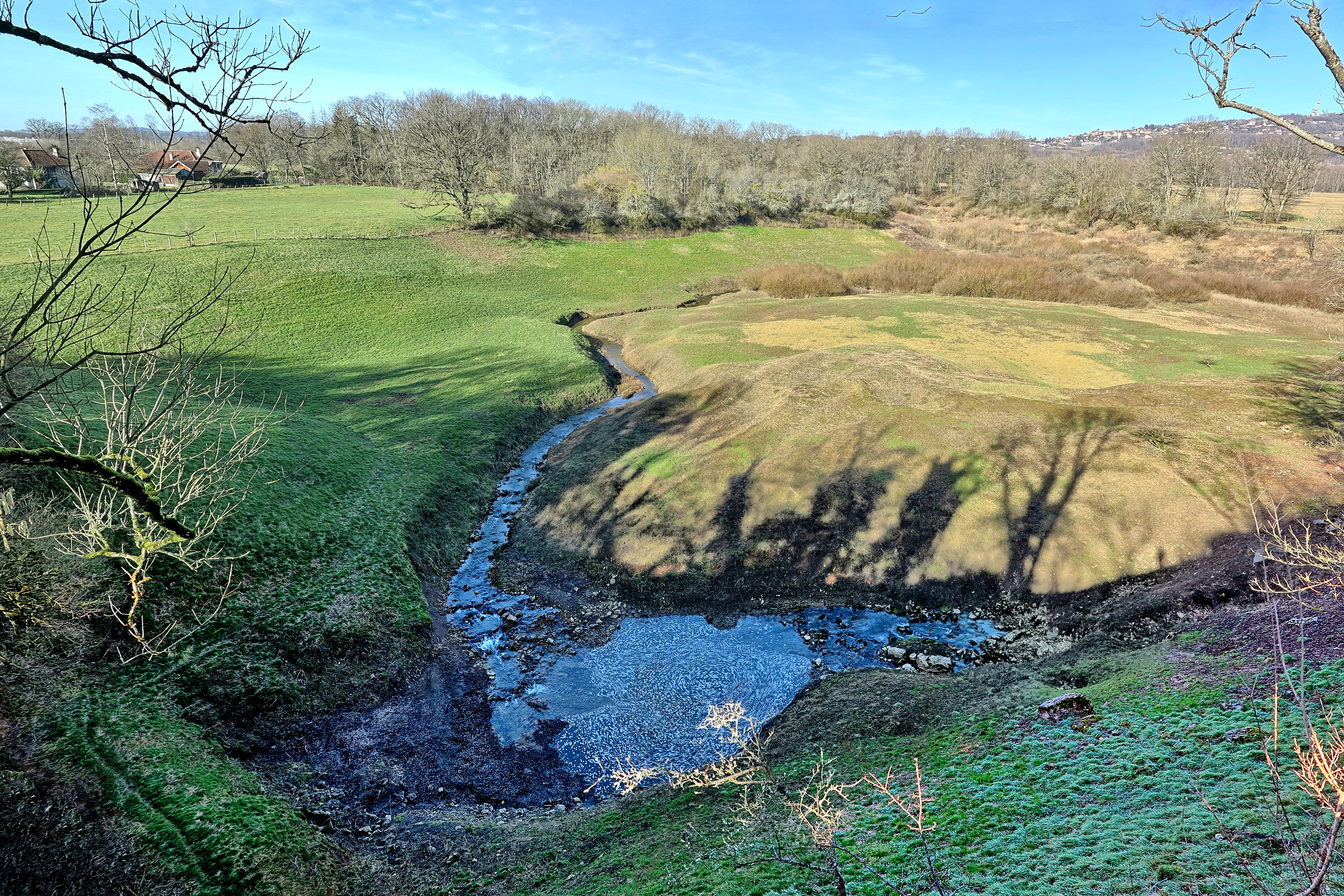
La perte du Creux sous Roche.
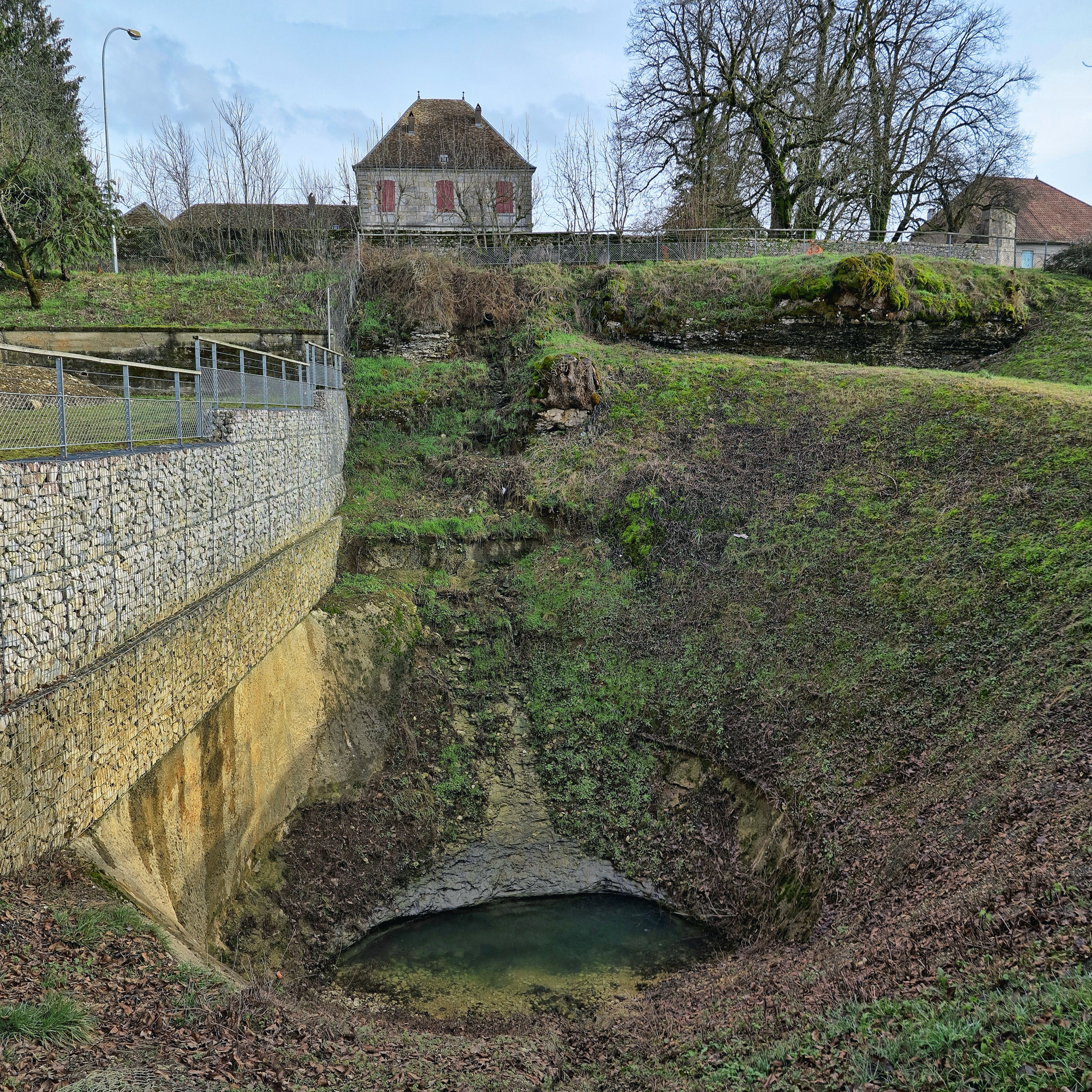
La fosse de l'Œil de bœuf en basses eaux.

### Personnalités liées à la commune
- Abbé Robert Simon. Né à Roulans le 23 juin 1913, L'homme planeur ou L'abbé volant, est curé de Saône de 1944 à 1963. Il s'adonne au plongeon de haut vol (33 mètres) et en réalise 110 afin de se procurer les finances nécessaires à la restauration de l'église et à la construction de treize maisons de castors[15].

Robert Simon fait face à des difficultés précoces lorsque son père meurt pendant la Première Guerre mondiale en 1917. Élevé par sa mère veuve aux côtés de deux frères à Besançon, il poursuit ses études à l’école primaire locale avant d’entrer au petit séminaire. Il poursuit ses études de philosophie à Faverney, en Haute-Saône, et de théologie au grand séminaire de Besançon. Après avoir terminé son service militaire en 1934, Simon a été ordonné prêtre le 29 juin 1938 et nommé vicaire à l’église Sainte-Madeleine dans le quartier animé des Battants à Besançon.
1938-1944 : Le service au milieu de la tourmente - Le sacerdoce précoce de Simon implique d’exercer son ministère auprès de la communauté ouvrière de Besançon. En septembre 1939, la Seconde Guerre mondiale interrompt son travail car il est mobilisé pour servir dans le 16e bataillon de chars en Alsace. Démobilisé après l’armistice de 1940, il séjourne brièvement à Marseille avant de reprendre son rôle vicaire à Sainte-Madeleine, où il se consacre au soutien de la jeunesse du quartier. Le 15 août 1944, il est nommé curé de Saône, petit village du Doubs.
1944-1947 : Un acte de foi audacieux - A Saône, Simon fait face à un délabrement de l’Église et à une pauvreté généralisée. Déterminé à financer les réparations et à aider ses paroissiens, il organisa une kermesse, mais les recettes ne furent pas suffisantes. Dans un geste audacieux, il a décidé d’effectuer des plongeons en hauteur pour collecter des fonds, malgré son manque de formation et ses contraintes sociétales sur les prêtres apparaissant publiquement en maillot de bain. Avec l’approbation de l’archevêque Dubourg, Simon a effectué sa première plongée le 15 août 1947, à partir d’une tour en bois de 20 mètres au-dessus d’un rocher à Villers-le-Lac. Invoquant sainte Thérèse, il plonge dans le Doubs, captive la foule et marque le début de ses extraordinaires efforts de collecte de fonds.
1947-1962 : La mission du prêtre volant - Au cours des 15 années suivantes, Simon, surnommé « l’Abbé Volant », effectue 110 plongées à 35 mètres de hauteur et une à 42 mètres à Casablanca. Ces exploits, souvent dans des conditions précaires avec des tours de fortune et des mesures de sécurité minimales, ont financé la restauration de l’église de Saône, la construction de logements abordables et des vacances pour les enfants. Il a établi un camp de vacances et un village de vacances, au profit de 1 200 enfants et 600 familles. Ses plongées, alimentées par la foi et un engagement caritatif, l’ont emmené à travers la France et au-delà, suscitant l’admiration et l’attention des médias.

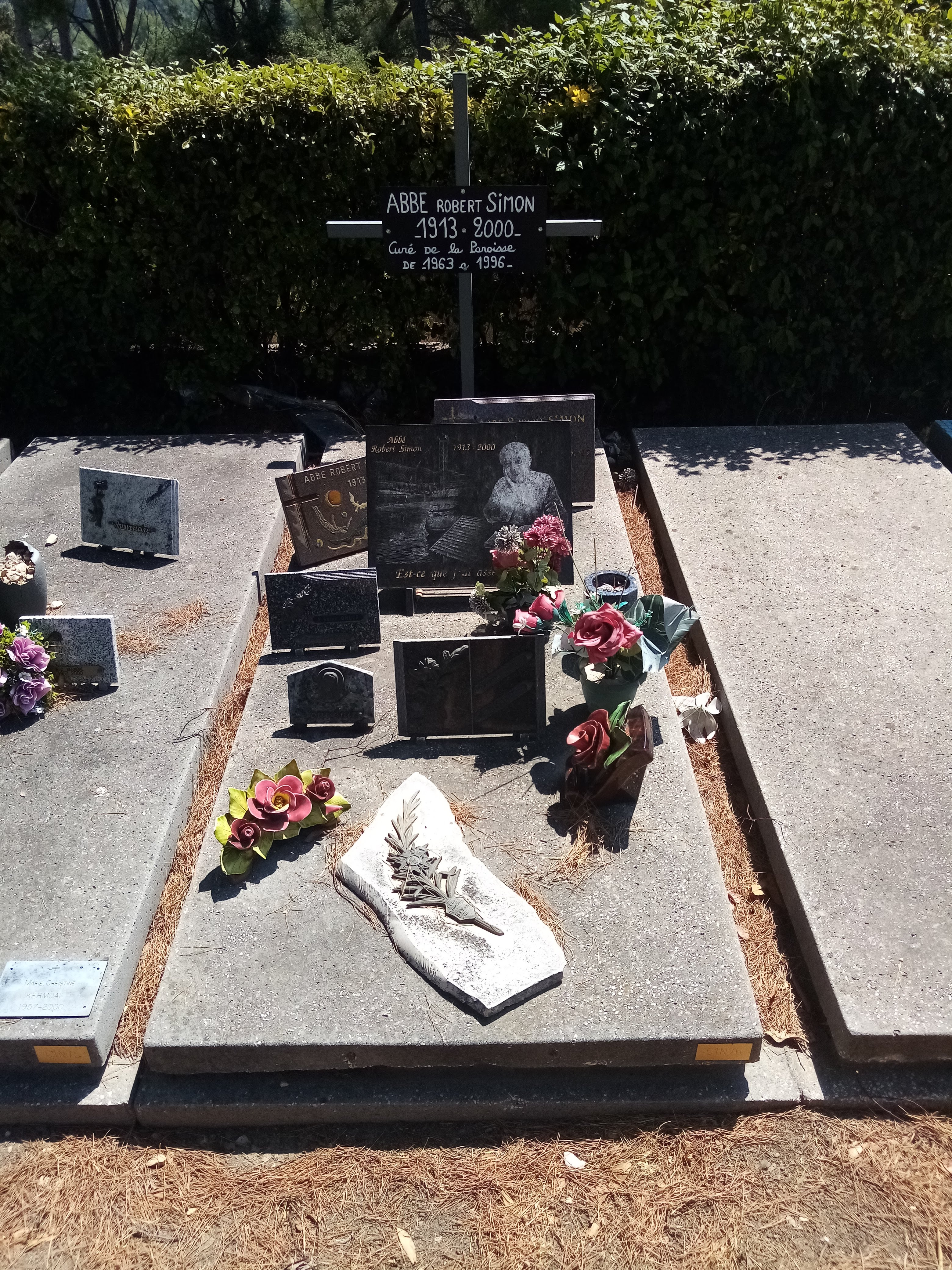
Sépulture de l'Abbé SIMON au cimetière de ST ANNE DU CASTELET (83).

1963-1983 : Un nouveau chapitre dans le Var - À l’âge de 50 ans, Simon réduit ses lunettes de plongée et s’installe à Sainte-Anne du Castelet dans le Var, où il exerce en tant que prêtre et fonde un centre de formation de haut niveau en plongée. Il a continué à encadrer les jeunes plongeurs, encourageant une communauté de partisans qui lui rendaient visite chaque année. Le 3 juillet 1983, à l’âge de 70 ans, il effectue une plongée de 17 mètres au lac des Brenets à Villers-le-Lac, revisitant le site de son premier triomphe.
1983-2000 : Dernières années et impact durable -  La santé de Simon a commencé à décliner en 1999 et il est décédé le 14 août 2000 à Sainte-Anne du Castelet, où il a été inhumé. Son héritage a perduré à travers les communautés qu’il a élevées et les souvenirs de ses plongées intrépides. En 1988, à l’âge de 75 ans, il aurait fait un plongeon de 15 mètres, bien que cela ait marqué la fin de ses performances publiques.
2013-2018 : Un héritage reconnu - En 2013, le plongeon de haut vol a été officiellement reconnu par la Fédération internationale de natation, bien qu’avec des normes de sécurité plus strictes que celles auxquelles Simon a été confronté. En août 2018, le 30e anniversaire de sa dernière plongée et le 18e anniversaire de sa mort ont mis en évidence son influence durable en tant que pionnier de la plongée de haut niveau et serviteur de la charité confessionnelle.

## Honneur
L'astéroïde (152583) Saône est nommé en son honneur.

## Images

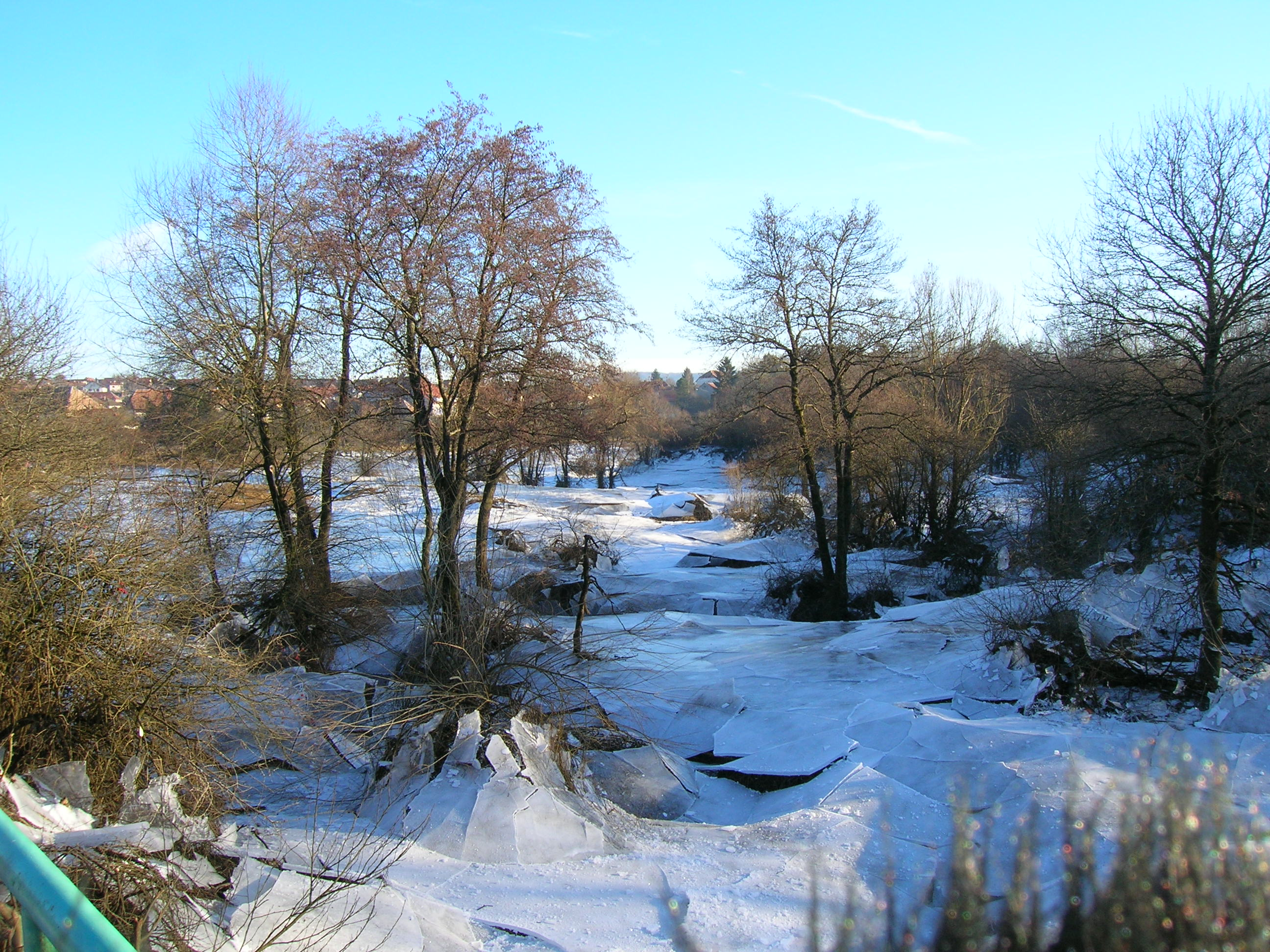
Ruisseau du Marais de Saône sous la neige.
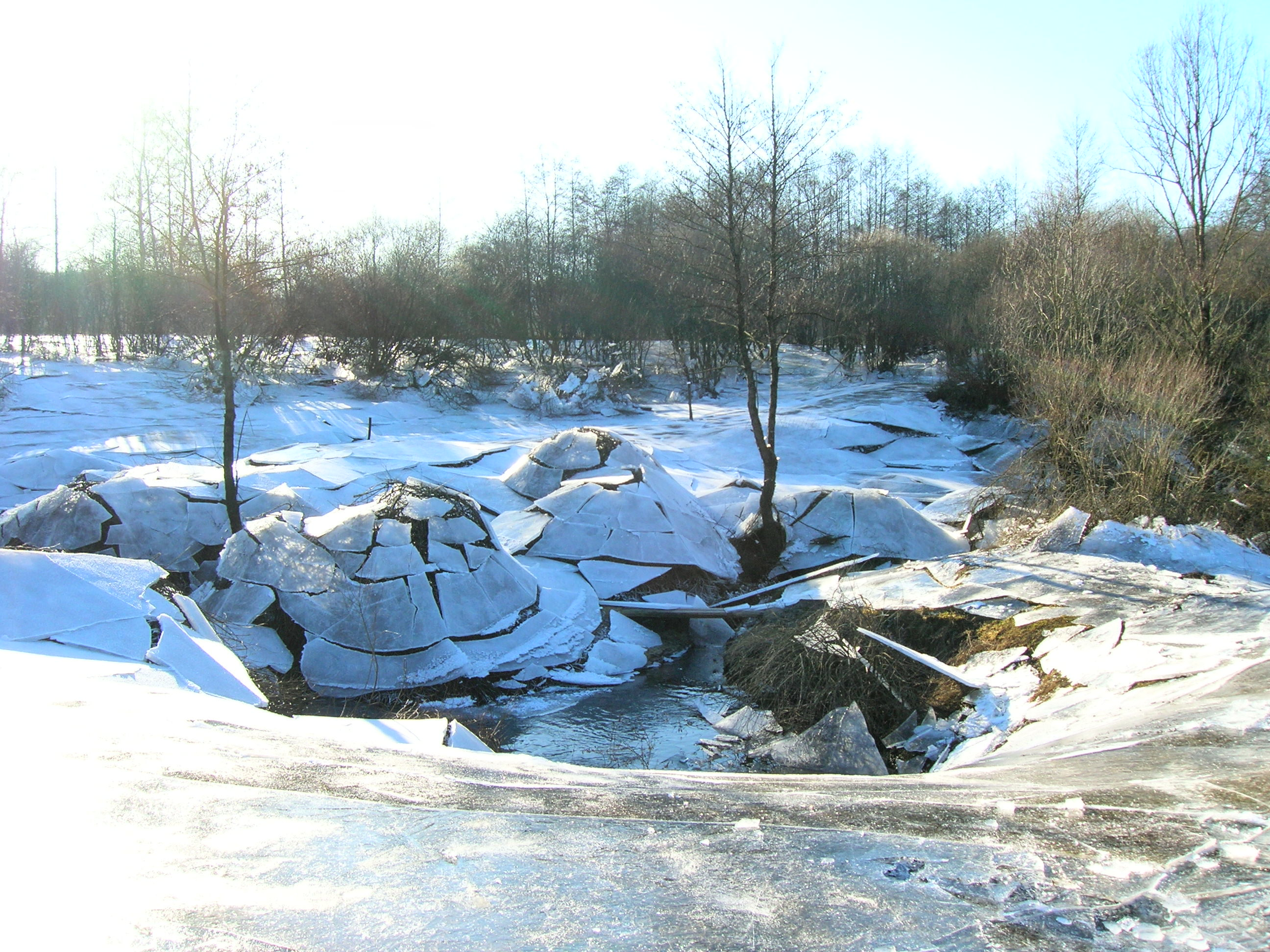
Ruisseau sous la neige.
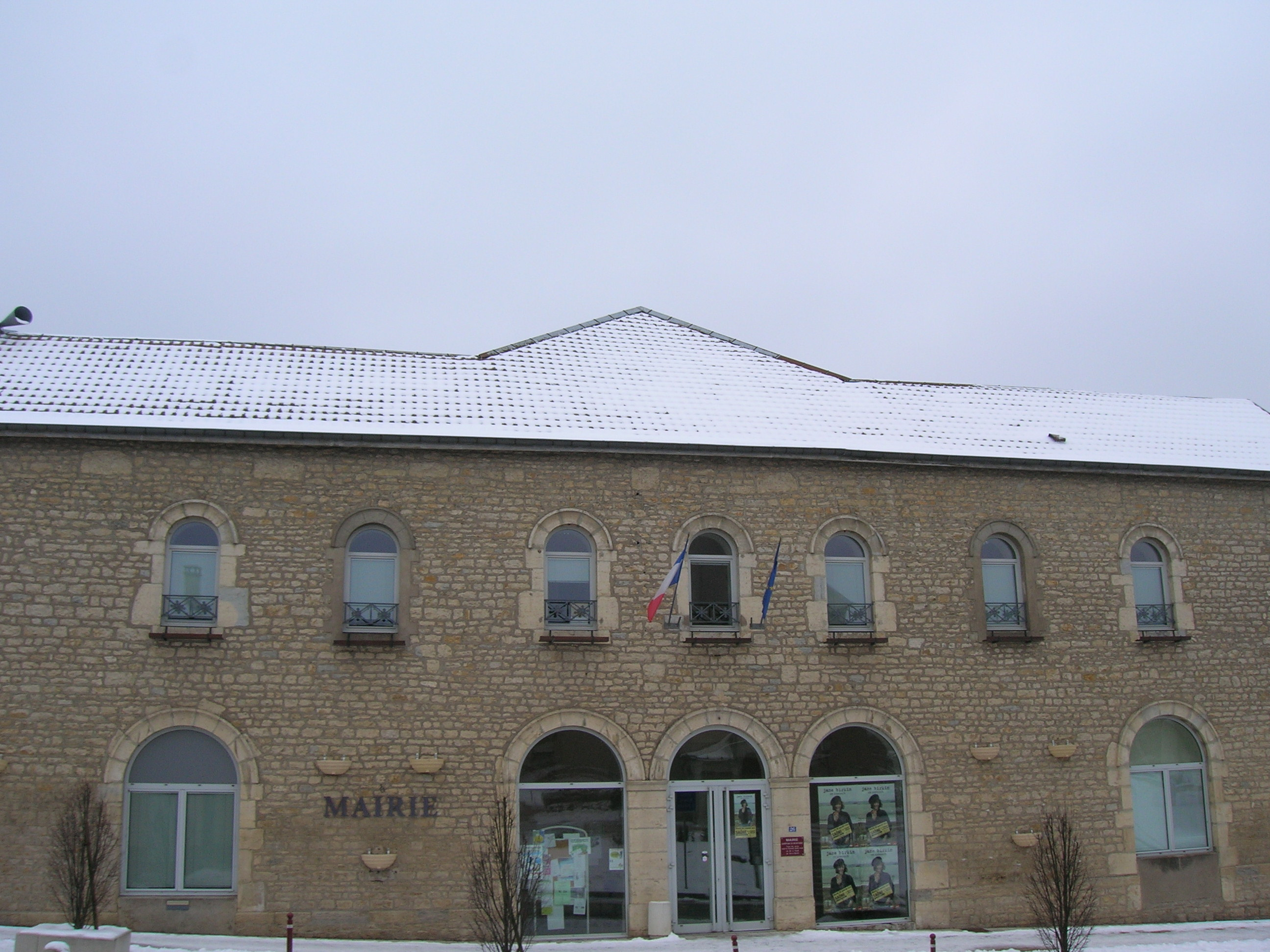
Mairie de Saône.
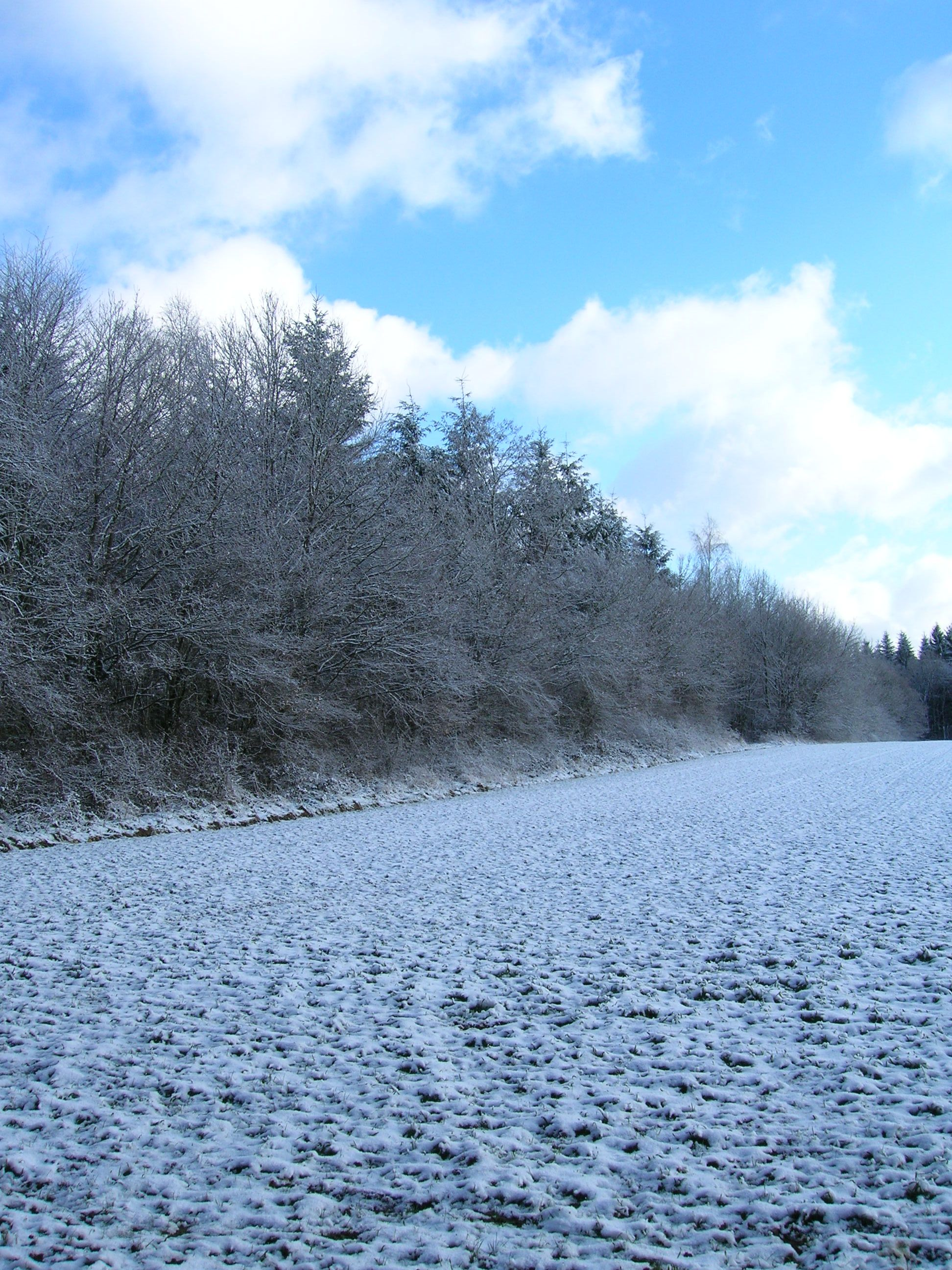
Lisière du Bois de Saône sous la neige.
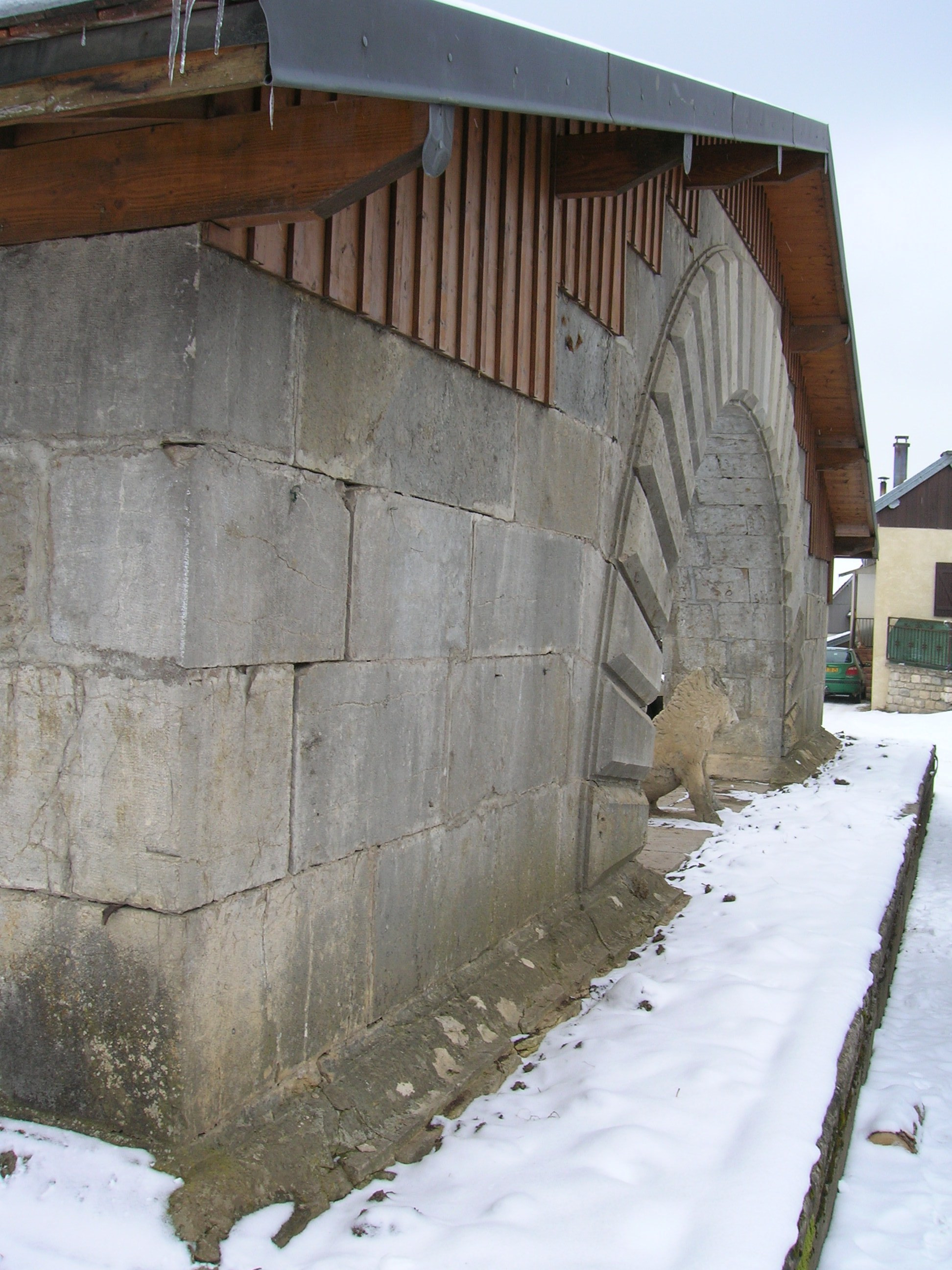
la Fontaine du Sanglier à Saône.
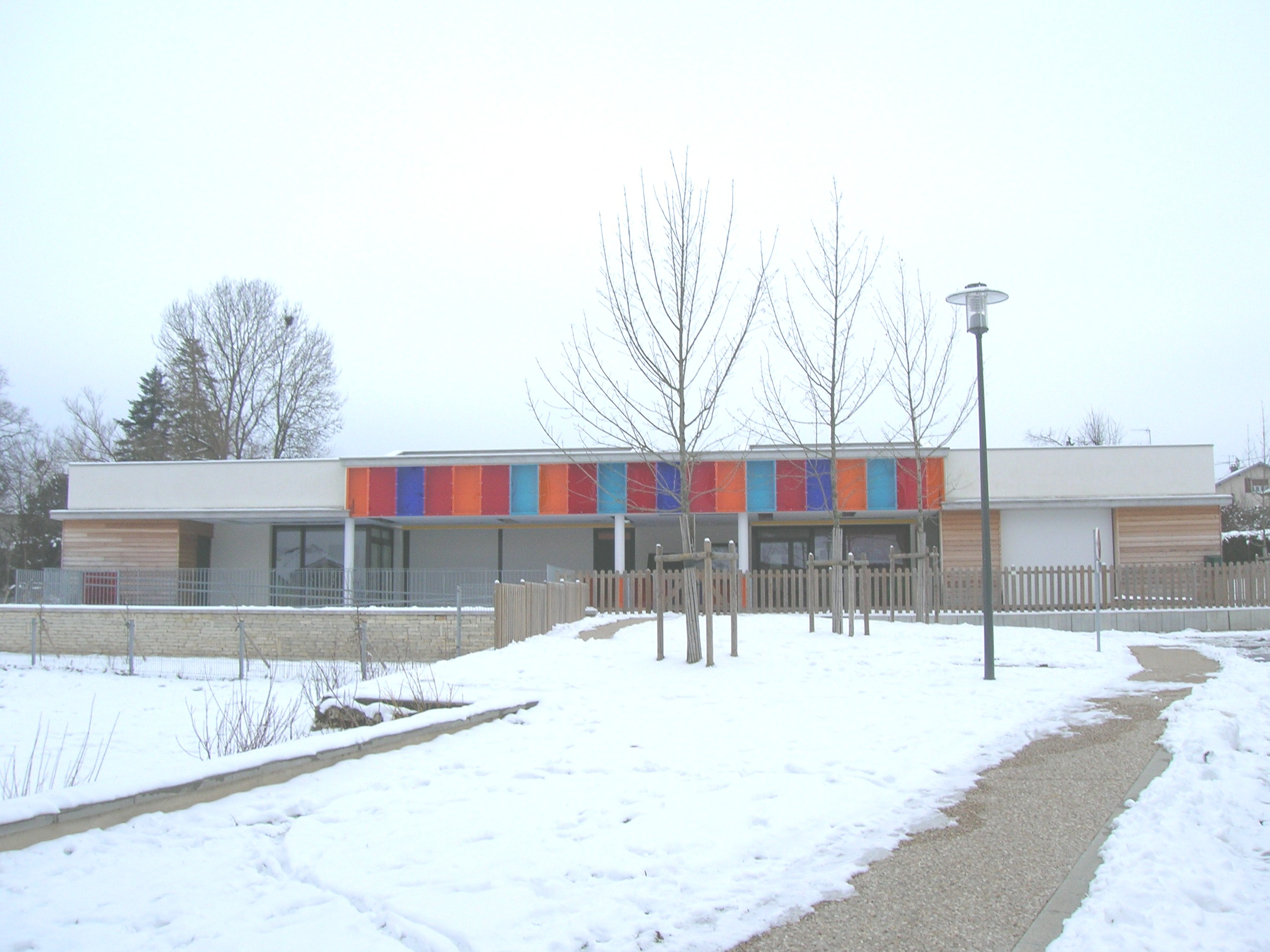
Garderie Famille Rurale à Saône.